# Islam au Botswana

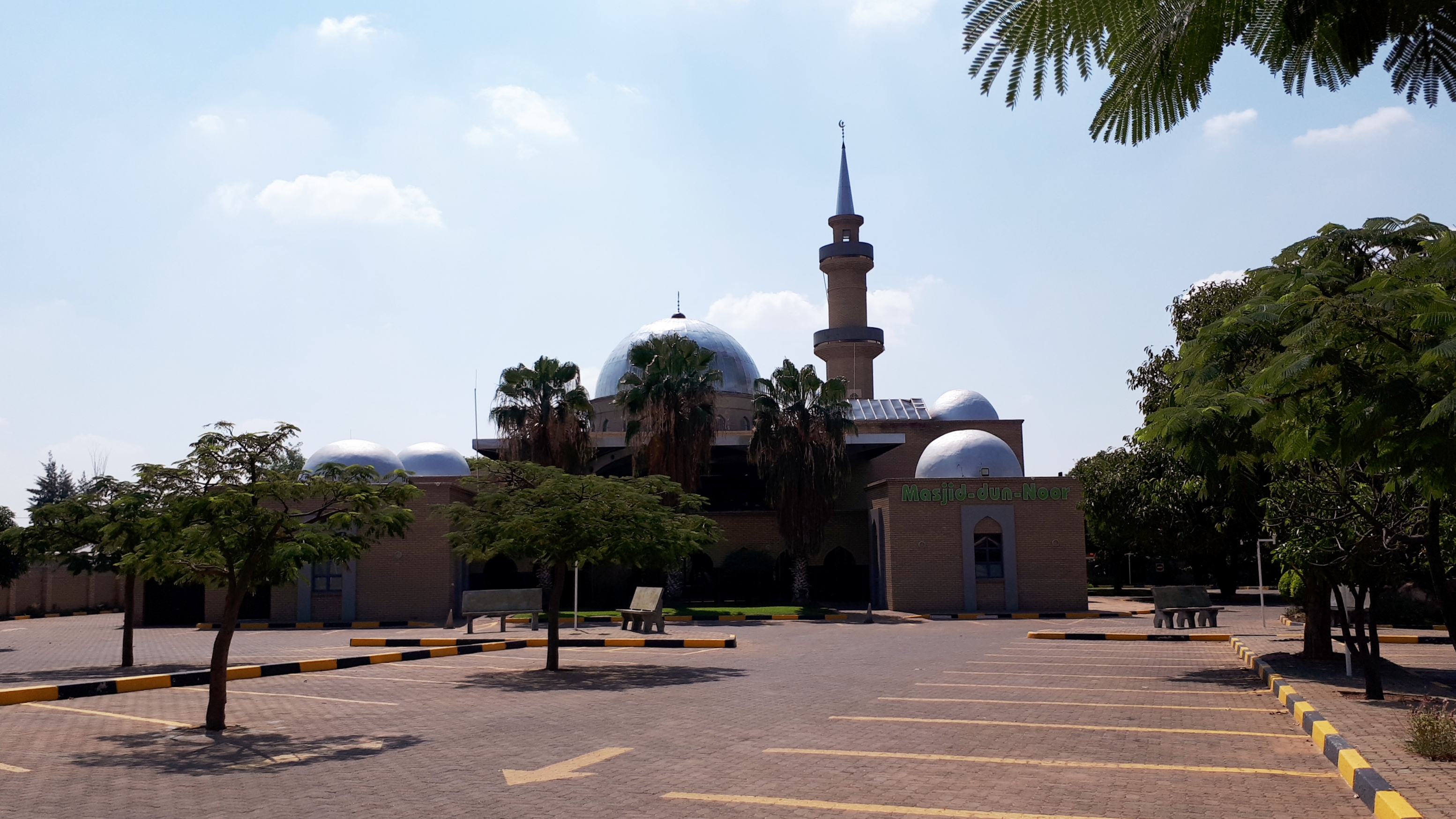
une mosquée du Botswana

L'islam est venu au Botswana par les immigrants d'Asie du Sud, qui s'établirent dans le pays à l'époque de l'Empire britannique. Les musulmans sont évalués à 0,4 % de la population.